# Topal Recep Paša
Topal Recep Paša (?, Bosenský sandžak – 18. května 1632 Istanbul, Osmanská říše) byl osmanský státník bosenského původu a také damat (zeť sultána) díky sňatku s Gevherhan Sultan, dcerou sultána Ahmeda I. V období od 10. února 1632 do 18. května 1632 sloužil jako velkovezír. Byl jedním z iniciátorů sesazení předešlého velkovezíra Hafize Ahmeda Paši. Když se o tom později dozvěděl jeho švagr, sultán Murad IV., funkci mu odebral a nechal jej popravit.